# SN 2010E
SN 2010E – supernowa typu II-P odkryta 23 grudnia 2009 roku w galaktyce E013-G28. W momencie odkrycia miała maksymalną jasność 17,00m.